# (35004) 1979 MC3
1979 MC3 (asteroide 35004) é um asteroide da cintura principal. Possui uma excentricidade de 0.11943280 e uma inclinação de 2.11683º.
Este asteroide foi descoberto no dia 25 de junho de 1979 por Eleanor F. Helin e Schelte J. Bus em Siding Spring.